# Relógio cuco

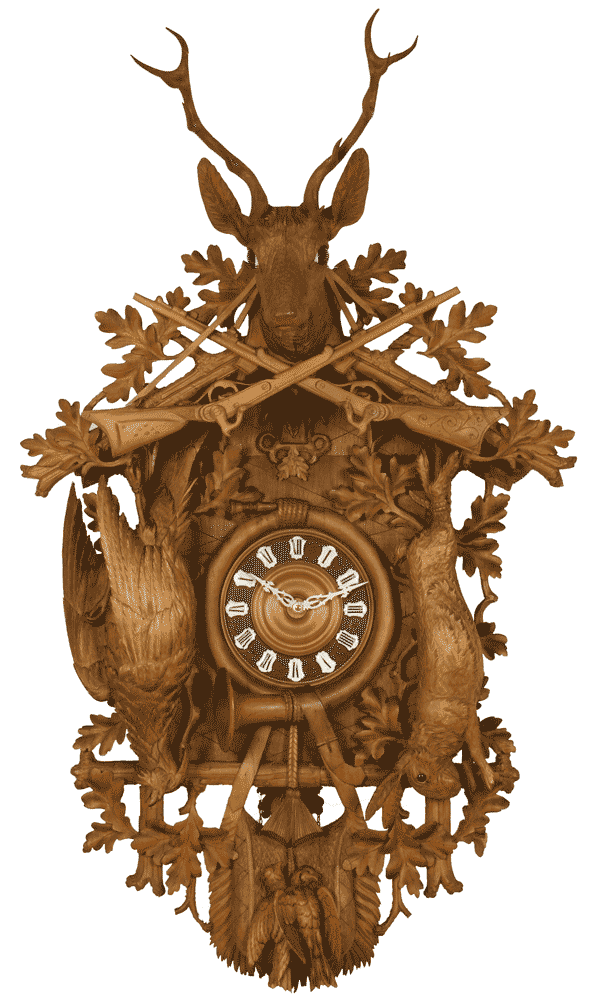
Relógio cuco, o chamado Jagdstück, Floresta Negra, ca. 1900, Deutsches Uhrenmuseum, Inv. 2006-013

Um relógio cuco é normalmente um relógio de pêndulo que marca as horas com um som semelhante a um cuco comum e tem um pássaro de cuco automatizado que se move a cada nota. Alguns movem as asas e abrem e fecham os bicos enquanto se inclinam para a frente, enquanto outros têm apenas o corpo do pássaro inclinado para a frente. O mecanismo para produzir a chamada do cuco está em uso desde meados do século XVIII e permanece quase sem variação.
Não se sabe quem inventou o relógio cuco e onde o primeiro foi feito. Pensa-se que grande parte do seu desenvolvimento e evolução foi feita na área da Floresta Negra, no sudoeste da Alemanha (estado de Baden-Württemberg), a região onde o relógio cuco foi popularizado. Esses relógios foram exportados para o resto do mundo a partir de meados da década de 1850. Hoje, o relógio cuco é uma das lembranças favoritas dos viajantes na Alemanha, Suíça e Áustria. Tornou-se um ícone cultural da Alemanha.

## História

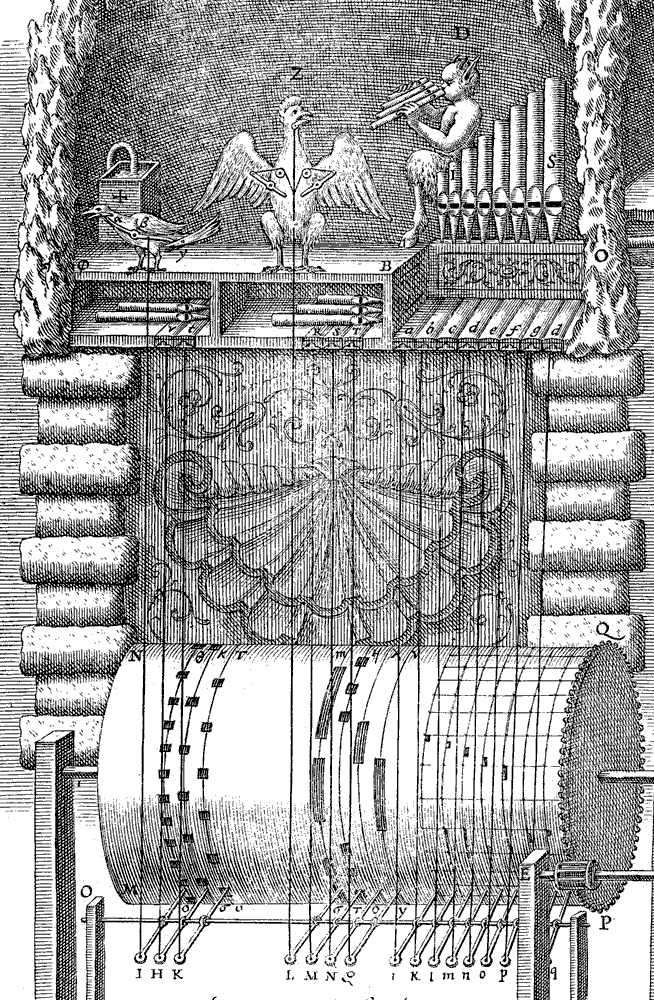
Cuco mecânico, 1650

### Primeiros relógios cuco modernos
Em 1629, muitas décadas antes da criação do relógio na Floresta Negra, um nobre de Augsburgo com o nome de Philipp Hainhofer (1578-1647) escreveu a primeira descrição conhecida de um relógio cuco moderno. O relógio pertencia ao príncipe eleitor August von Sachsen.
Da mesma forma, em um manual de música amplamente conhecido, Musurgia Universalis (1650), o estudioso Athanasius Kircher descreve um órgão mecânico com várias figuras automatizadas, incluindo um cuco mecânico. Este livro contém a primeira descrição documentada — em palavras e figuras — de como um cuco mecânico funciona. Kircher não inventou o mecanismo do cuco, porque este livro, como seus outros trabalhos, é uma compilação de fatos conhecidos em um manual para fins de referência. A gravação mostra claramente todos os elementos de um cuco mecânico. O pássaro abre automaticamente o bico e move as asas e a cauda. Simultaneamente, é ouvido o apito — chamado do cuco, criado por dois tubos de órgão, sintonizado em um terço menor ou maior.
Por outro lado, em 1669, Domenico Martinelli, em seu manual sobre relógios elementares Horologi Elementari, sugere usar a chamada do cuco para indicar as horas. A partir daquele momento, o mecanismo do relógio cuco era conhecido. Qualquer mecânico ou relojoeiro, que sabia ler latim ou italiano, sabia depois de ler os livros que era possível que o cuco anunciasse as horas.
Posteriormente, os relógios cuco apareceram em regiões que não eram conhecidas por sua fabricação de relógios. Por exemplo, a Historische Nachrichten (1713), uma publicação anônima geralmente atribuída ao pregador da corte Bartholomäus Holzfuss, menciona um relógio musical no palácio de Oranienburg em Berlim. Esse relógio, originário da Prússia Ocidental, tocava oito hinos da igreja e tinha um cuco que anunciava as quinze horas. Infelizmente, este relógio, como o mencionado por Hainhofer em 1629, não pode mais ser encontrado hoje.
Algumas décadas depois, as pessoas na Floresta Negra começaram a construir relógios cuco.

### Primeiros relógios cuco feitos na Floresta Negra

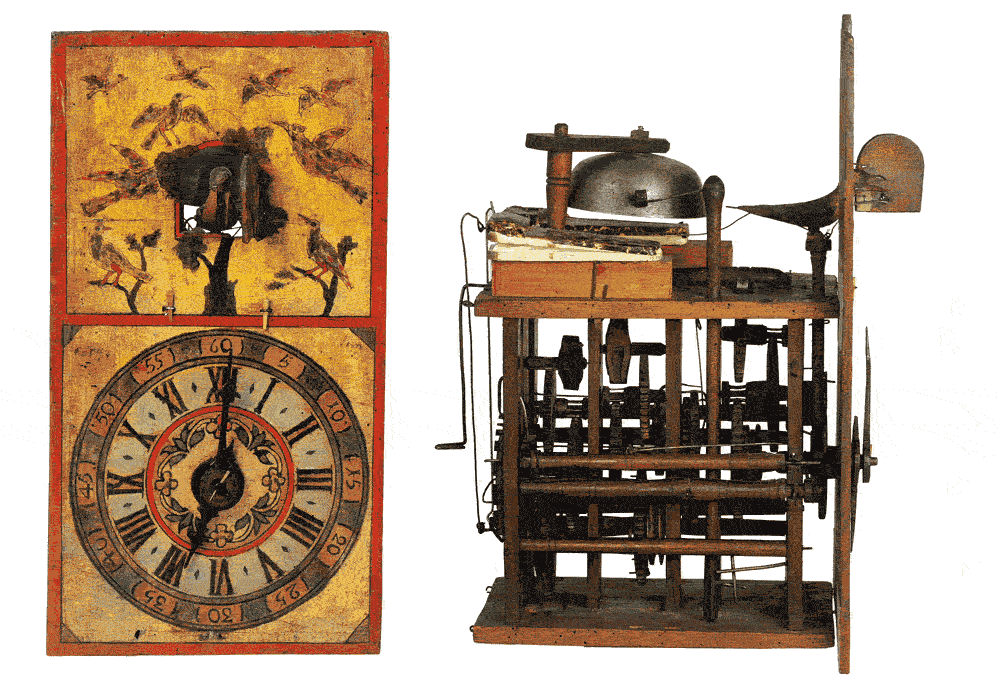
Antigos relógios cuco, Floresta Negra, 1760–1780 (Deutsches Uhrenmuseum, Inv. 03-2002)

Não se sabe ao certo quem construiu os primeiros relógios cuco na Floresta Negra, mas há unanimidade de que o relógio incomum com o canto dos pássaros conquistou muito rapidamente a região. Em meados do século XVIII, várias pequenas relojoarias produziram relógios cuco com engrenagens de madeira. Os primeiros exemplos da Floresta Negra foram criados entre 1740 e 1750. Os primeiros exemplos da Floresta Negra tinham escudos decorados com papel.
É difícil estimar o quão grande era a proporção de relógios cuco entre a produção total de relógios modernos da Floresta Negra. Com base nas proporções de peças sobreviventes até o presente, deve ter sido uma pequena fração da produção total.
Quanto às suas origens sombrias, há duas fábulas principais dos dois primeiros cronistas da horologia da Floresta Negra que contam histórias contraditórias: a primeira é do padre Franz Steyrer, escrito em sua "Geschichte der Schwarzwälder Uhrmacherkunst" (História da arte da relojoaria) na Floresta Negra) em 1796. Ele descreve uma reunião entre dois vendedores ambulantes de Furtwangen (uma cidade na Floresta Negra) que conheceram um comerciante boêmio viajante que vendia relógios cuco de madeira. Os dois comerciantes de Furtwangen estavam tão empolgados que compraram um. Ao trazê-lo para casa, eles o copiaram e mostraram sua imitação a outros comerciantes de relógios da Floresta Negra. Sua popularidade cresceu na região e cada vez mais relojoeiros começaram a produzi-los. Com relação a essa crônica, o historiador Adolf Kistner afirmou em seu livro "Die Schwarzwälder Uhr" (O Relógio da Floresta Negra), publicado em 1927, que não existe nenhum relógio cuco boêmio para verificar a tese de que esse relógio foi usado como uma amostra para copiar e produzir relógios cuco da Floresta Negra. A Bohemia não possuía indústria de relojoaria fundamental durante esse período.

## Museus
Na Europa, os museus que exibem coleções são o Museu Cuckooland, no Reino Unido, e o Deutsches Uhrenmuseum e Dorf- und Uhrenmuseum Gütenbach, na Alemanha. Uma das maiores coleções particulares dos Estados Unidos, aberta ao público, está localizada em Mineápolis. Ele contém mais de trezentos relógios cuco.